# Sheik (personaje)
Sheik (pronunciado: / ʃiːk / sheek, en japonés: シーク, Shīku) es un personaje ficticio de la saga The Legend of Zelda. Apareció por primera vez en el videojuego de The Legend of Zelda: Ocarina of Time. Se trata de un alter ego de la Princesa Zelda utilizado para ocultarse disfrazándose de un joven Sheikah, tribu perteneciente del juego.
A pesar de haber aparecido unas pocas ocasiones durante la saga, es uno de los personajes más populares entre los fanes del universo de Zelda.

## Descripción
Sheik es un personaje misterioso, ágil, veloz y sigiloso con habilidades de un ninja, como desaparecer con nueces Deku y teletransportarse.
Es de silueta delgada, pero ligeramente corpulenta. Tiene la piel morena y el pelo rubio y no muy largo. Curiosamente, sus ojos son rojos. Su voz es apagada y lleva el rostro oculto, además de llevar un uniforme azul ajustado con el ojo rojo de Sheikah en el centro.

### Género
La cuestión sobre el género/sexo de Sheik ha sido un tema a debatir. Ya que aunque sea un alter ego de la princesa Zelda disfrazada, por su aspecto en ocasiones se le ha nombrado en términos masculinos. Por ejemplo, la princesa Ruto se le refirió como un “lindo muchacho”.
El gerente de marketing de Nintendo, Bill Trinen, decidió aclarar el tema en representación de la compañía diciendo que:

"La respuesta definitiva es que Sheik es una mujer, simplemente es Zelda con un traje diferente."

## Apariciones

### Ocarina of Time

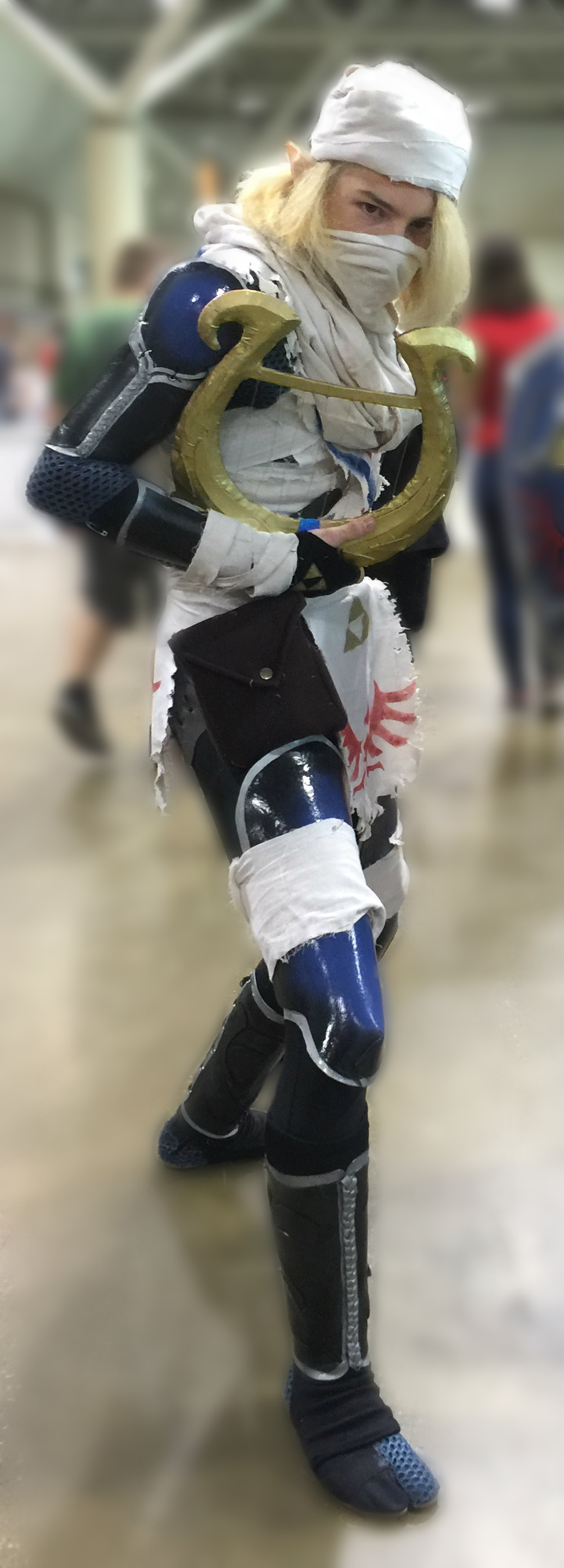
Cosplays de Sheik con su lira.

En The Legend of Zelda: Ocarina of Time, Zelda se disfraza como un miembro superviviente del clan Sheikah para ocultarse de Ganondorf. Sheik toca la lira y enseña a Link nuevas canciones a tocar con su Ocarina del tiempo para ayudarlo en su búsqueda. Cuando Link llega al Templo del Tiempo cerca del final del juego, ella usa la Trifuerza de la Sabiduría y revela su identidad. Sheik tiene su propio leitmotiv de una melodía con lira cuando sale en escena, la cual es muy similar a la del videojuego Skyward Sword.
El trofeo del personaje de Super Smash Bros. Melee revela que Zelda usó sus habilidades mágicas para cambiar el tono de su piel, la longitud del cabello, el color de los ojos y la ropa; en el manga con licencia oficial no canónica de The Legend of Zelda: Ocarina of Time, luego de cambiar su apariencia, Zelda ordena a Impa que selle su conciencia durante siete años, para que se convierta en Sheik y viva de incógnito.

### Super Smash Bros
Sheik aparece en Super Smash Bros. Melee y Super Smash Bros. Brawl, donde Zelda puede transformase en Sheik como una de sus habilidades. El diseño de Sheik en Melee es el de Ocarina of Time, pero en el del Brawl se basó en un modelo que fue redactado durante el desarrollo Twilight Princess, en el que conserva su largo cabello, hecho con una trenza.
Sheik regresa en Super Smash Bros. para Nintendo 3DS y Wii U como un personaje separado de Zelda y también en Super Smash Bros. Ultimate como personaje secreto, pero llevando puesto el traje sheikah de The Legend of Zelda: Breath of the Wild.

### Hyrule Warriors
Sheik también aparece en Hyrule Warriors como un personaje jugable, y juega un papel importante en la campaña de la historia principal. Su estilo de lucha se basa en el uso de su lira, tocando canciones que provocan hechizos. También cuenta con kunais como armas.

### Manga
En el manga no canónico The Legend of Zelda: Ocarina of Time de Akira Himekawa, el rol de Sheik en la historia es, en su mayor parte, consistente con el del juego. Sin embargo, aquí Sheik es sellada dentro del cuerpo de un chico Sheika por Impa y se muestra trabajando como un espía para Ganondorf. También el rostro de Sheik se revela antes de que ella vuelva a transformarse en Zelda.